# Subaru Solterra
A Subaru Solterra a japán Subaru autógyártó első akkumulátoros elektromos autótípusa. Ugyanazt az e-TNGA platformot használja, mint testvérmodelljei, a Lexus RZ és a Toyota bZ4X; a Subarunál azonban ezt e-SGP-nek (e-Subaru Global Platform) nevezik.

## Története
A sport-haszonjárművet először 2021 májusában jelentették be. 2021 novemberében debütált a Los Angeles-i Autószalonon. A Subaru a Solterra STI-t sportosabb koncepcióautóként mutatta be a Tokiói Autószalonon 2022 januárjában. A termelés beindításával kapcsolatos nehézségek után a piaci bevezetésre 2022 novemberében került sor. 2023 novemberében a Subaru bemutatta a Solterra ST-E felszereltségi csomagját, amely sportosabb megjelenést kölcsönöz.
A Solterra a bZ4X-szel együtt készül a Toyotában, Japánban. A jármű neve a latin „sol” (nap) és „terra” (föld) kifejezésekből áll.

## Biztonság
2022 őszén az Euro NCAP tesztelte a Solterra járműbiztonságát. A maximálisan elérhető öt csillagból ötöt kapott.

## Műszaki adatok
Kétmotoros változatban elérhető, akárcsak a Toyota bZ4X. 71,4 kWh-s lítium-ion akkumulátorral rendelkezik, amelynek a WLTP szerinti hatótávolsága 466 km. A bZ4X-szel ellentétben a Solterra kezdetben egyfázisú beépített töltővel rendelkezett, amelynek maximális AC töltési teljesítménye 7 kW- A maximális DC töltési teljesítmény mindkét modellben 150 kW, mellyel a jármű 30 percek 80%-ig feltölthető. A 2024-es modellévben a maximális váltakozó áramú töltési teljesítményt 11 kW-ra nőtt egy háromfázisú beépített töltő segítségével.
|                                                   | Solterra AWD                           |
| Gyártási időszak                                  | 2022. november óta                     |
| A motor jellemzői                                 |                                        |
| Motor típusa                                      | Elektromos motor elöl és hátul         |
| max. Teljesítmény min −1- nél                     | 160 kW (218 PS) / 4535-12500           |
| max. Nyomaték min -1- nél                         | 338 Nm / 0-4535                        |
| Erőátvitel                                        |                                        |
| hajtás                                            | Négykerék-hajtás                       |
| Sebességváltó                                     | Bemeneti reduktor                      |
| Meghajtó akkumulátor                              |                                        |
| Sejtkémia                                         | Nikkel-mangán-kobalt akkumulátor (NMC) |
| Energiatartalom, bruttó/nettó                     | 71,4 kWh/64 kWh                        |
| Mérések                                           |                                        |
| Saját tömeg vezetővel                             | 2000-2132kg                            |
| Végsebesség                                       | 160 km/h                               |
| Gyorsulás (0-100 km/óra)                          | 6,9 mp                                 |
| Energiafogyasztás 100 km-enként (kombinált, WLTP) | 16,0-17,9 kWh                          |
| Hatótávolság (WLTP)                               | 466 km                                 |

## Fordítás
Ez a szócikk részben vagy egészben  a   Subaru Solterra című német Wikipédia-szócikk ezen változatának fordításán alapul.  Az eredeti cikk szerkesztőit annak laptörténete sorolja fel. Ez a jelzés csupán a megfogalmazás eredetét és a szerzői jogokat jelzi, nem szolgál a cikkben szereplő információk forrásmegjelöléseként.